# Liste von Bergwerken im Westerwaldkreis

Verbandsgemeinden im Westerwaldkreis.

Die Liste von Bergwerken im Westerwaldkreis umfasst Erz- und Schiefer-Bergwerke im Westerwaldkreis, Rheinland-Pfalz.
Braunkohlebergwerke sind in einer gesonderten Liste aufgeführt:

## Liste

### Verbandsgemeinde Bad Marienberg
| Name                       | Ort                                       | Revier     | Beginn     | Ende  | Bodenschatz        | Anmerkungen | Lage | Bild |
| -------------------------- | ----------------------------------------- | ---------- | ---------- | ----- | ------------------ | --- | ---- | ---- |
| Amos                       | Bölsberg                                  | Dillenburg | 1967-04-10 |       | Eisen              | gemutet am 10. April 1867; verliehen an Gewerkschaft Heistern bei Driedorf am 2.8.1870 |      |      |
| Anna II                    | Nistertal-Büdingen                        | Dillenburg |            |       | Blei, Zink         | südlich der Wegegabelung der Straße Büdingen-Dreisbach; auf den Ausläufern des Südflügels des „Siegerländer Hauptsattels“                                                                                         |      |      |
| Anton                      | Mörlen                                    | Dillenburg |            |       | Eisen              | westlich von Mörlen |      |      |
| Bergwerk                   | Korb                                      | Dillenburg |            |       | Eisen              | [ 2 ] |      |      |
| Bölsberger Eisensteinwerke | Bölsberg                                  | Dillenburg | 1778       | 1784  | Eisen              | [ 5 ] |      |      |
| Casimir                    | Lautzenbrücken                            | Dillenburg | 1867-06-18 |       | Eisen              | verliehen am 10.8.1870 |      |      |
| Castellar                  | Bad Marienberg                            | Dillenburg | 1869-09-04 |       | Eisen              | gemutet am 4.9.1869; verliehen am 2.8.1870 |      |      |
| Clemens                    | Mörlen                                    | Dillenburg |            |       | Eisen              | südlich von Mörlen |      |      |
| Denker                     | Stangenrod                                | Dillenburg |            |       | Eisen              | auf den Ausläufern des Südflügels des „Siegerländer Hauptsattels“ |      |      |
| Eisenkaute                 | Lautzenbrücken / Neuenkhausen / Elkenroth | Dillenburg | 1772       | 1927  | Eisen              | mind. 850 m langer Tiefer Stollen 300 m westlich von Lautzenbrücken; mind. 8 Schächte, 1860er Jahre Dillenburger Schacht; an der Köln-Leipziger-Straße zwischen Kirburg und Abzw. Bad Marienberg; Verleihung 1805 |      |      |
| Eisenquelle                | Unnau                                     | Dillenburg | 1867-06-23 |       | Eisen              | verliehen am 2.8.1870; auf den Ausläufern des Südflügels des „Siegerländer Hauptsattels“ |      |      |
| Eisensteinzeche            | Nisterberg                                | Dillenburg | 1891 (vor) |       | Eisen              | [ 4 ] |      |      |
| Erbach & Nassau            | Nistertal-Erbach                          | Dillenburg |            |       | Eisen              | konsolidiert mit Rothenstein und Heldstein |      |      |
| Fortschritt I              | Neuenkhausen / Elkenroth                  | Dillenburg |            |       | Eisen              | [ 6 ] |      |      |
| Fortuna V                  | Unnau-Korb                                | Dillenburg |            |       | Blei, Kupfer, Zink | nördlich von Stnagenroth |      |      |
| Georgszeche                | Bölsberg                                  | Dillenburg | 1722       | 1921? | Eisen              | knapp einen km südwlich von Bölsberg; 1891 Stollen mit 386 m Länge; Maschinenschacht; konsolidiert mit Schwarzekaute                                                                                              |      |      |
| Goldammer                  | Lautzenbrücken                            | Dillenburg | 1867-06-18 |       | Eisen              | verliehen am 2.8.1870 |      |      |
| Gottfried II               | Lautzenbrücken                            | Dillenburg | 1868-01-26 |       | Eisen              | verliehen am 2.8.1870 |      |      |
| Gottfried II               | Lautzenbrücken                            | Dillenburg |            |       | Eisen              | |      |      |
| Gustav Adolf               | Unnau / Stangenrod                        | Dillenburg | 1870 (vor) |       | Eisen              | auf den Ausläufern des Südflügels des „Siegerländer Hauptsattels“; umgeben von Grubenfeld Jiest |      |      |
| Heddernheimer Kupferwerke  | Bad Marienberg                            | Dillenburg | 1920 (um)  |       | Kupfer             | Verwaltung in der Adolfstr. 9 in Marienberg |      |      |
| Humbolt                    | Zinhain                                   | Dillenburg | 1869-09-17 |       | Eisen              | gemutet am 17.09.1869; verliehen am 2.8.1870 |      |      |
| Krummzeche                 | Nistertal-Erbach                          | Dillenburg | 1724       |       | Blei, Kupfer, Zink | Stollen im Distrikt Hähn; 1724, 1748 und 1781 Versuchsarbeiten in einem Stollen |      |      |
| Landessegen                | Kirburg / Norken                          | Dillenburg |            |       | Dachschiefer       | [ 4 ] |      |      |
| Nimrod                     | Lautzenbrücken                            | Dillenburg |            |       | Eisen              | |      |      |
| Marienberg                 | Bad Marienberg                            | Dillenburg | 1867-06-17 |       | Eisen              | gemutet am 17.6.1867; verliehen am 2.8.1870 |      |      |
| Marienberg II              | Bad Marienberg                            | Dillenburg | 1867-07-21 |       | Eisen              | gemutet am 21.7.1867; verliehen am 2.8.1870 |      |      |
| Mehlheck                   | Nistertal-Erbach                          | Dillenburg |            |       | Eisen              | konsolidiert mit Rothenstein und Heldstein |      |      |
| Mörlen I                   | Mörlen                                    | Dillenburg |            |       | Eisen              | [ 6 ] |      |      |
| Mörlen II                  | Mörlen / Norken / Nauroth                 | Dillenburg |            |       | Eisen              | [ 6 ] |      |      |
| Nassau & Füllhorn          | Nistertal-Erbach                          | Dillenburg | 1867-07-21 |       | Eisen              | auf den Ausläufern des Südflügels des „Siegerländer Hauptsattels“ |      |      |
| Orion                      | Neuenkhausen                              | Dillenburg | 1891 (vor) |       | Eisen              | [ 4 ] |      |      |
| Peterchen                  | Nistertal-Erbach                          | Dillenburg | 1868-05-06 |       | Eisen              | gemutet am 6.5.1868; verliehen am 17.8.1870; im Walddistrikt Scharfenstein nahe der Straße von Hardt nach Unnau; auf den Ausläufern des Südflügels des „Siegerländer Hauptsattels“                                |      |      |
| Peterszeche                | Korb                                      | Dillenburg |            |       | Dachschiefer       | [ 4 ] |      |      |
| Philippszeche II           | Mörlen                                    | Dillenburg |            |       | Eisen              | westlich von Mörlen |      |      |
| Schwarzekaute              | Bölsberg                                  | Dillenburg |            |       | Eisen              | konsolidiert mit Georgszeche |      |      |
| Seifen                     | Nistertal-Erbach                          | Dillenburg |            |       | Eisen              | konsolidiert mit Rothenstein und Heldstein |      |      |
| Steinberg                  | Unna                                      | Dillenburg |            |       | Eisen              | bei Unnau und Norken |      |      |
| Steinberg II               | Nistertal-Enspel                          | Dillenburg | 1867-07-19 |       | Eisen, Blei        | gemutet am 19.7.1867 und verliehen am 25.8.1870 |      |      |
| Steinberg III              | Nistertal-Enspel                          | Dillenburg | 1867-07-19 |       | Eisen              | gemutet am 19.7.1867 und verliehen am 25.8.1870 |      |      |
| Tillmannsberg              | Nauroth                                   | Dillenburg |            |       | Eisen              | [ 4 ] |      |      |
| Winter                     | Neuenkhausen / Elkenroth                  | Dillenburg |            |       | Eisen              | [ 6 ] |      |      |
| Ziest                      | Stangenrod                                | Dillenburg | 1857-06-30 |       | Eisen              | verliehen am 30. Juni 1857; erweitert am 1.8.1870; auf den Ausläufern des Südflügels des „Siegerländer Hauptsattels“                                                                                              |      |      |

### Verbandsgemeinde Hachenburg
| Name                          | Ort                                | Revier     | Beginn      | Ende       | Bodenschatz                               | Anmerkungen | Lage | Bild |
| ----------------------------- | ---------------------------------- | ---------- | ----------- | ---------- | ----------------------------------------- | --- | ---- | ---- |
| Adolph                        | Atzelgift / Luckenbach             | Dillenburg |             |            | Eisen                                     | [ 6 ] |      |      |
| Adolf                         | Gehlert (Hachenburg)               | Dillenburg | 1875 (vor)  |            | Eisen                                     | [ 9 ] |      |      |
| Alexandrine                   | Luckenbach                         | Dillenburg |             |            |                                           | Tagebau, Napoleonschacht, Stollen | ⊙    |      |
| Alter Garten                  | Wied                               | Dillenburg | 1868-09-24  |            | Eisen                                     | verliehen am 24.9.1868; erweitert am 20.9.1870 |      |      |
| Amely                         | Luckenbach / Rosenheim             | Dillenburg |             |            | Kupfer                                    | [ 6 ] |      |      |
| An den Dörnen                 | Limbach                            | Dillenburg |             |            | Schiefer                                  | [ 11 ] |      |      |
| Anton                         | Nister                             | Dillenburg |             |            | Eisen                                     | [ 6 ] |      |      |
| Assberg                       | Limbach                            | Dillenburg | 1548        |            | Schiefer                                  | Tagebau (ca. 240 m × 70 m); heute Bergbaumuseum; mind. 20 m Teufe; vermutlich größte und älteste Schiefergrube des Westerwalds                              | Lage |      |
| Au                            | Hattert                            | Dillenburg | 1867-05-16  |            | Eisen                                     | gemutet am 16.5.1867; verliehen am 22.7.1870 |      |      |
| Auf dem Krumrich ('Cramrich') | Alpenrod                           | Dillenburg |             |            | Brauneisenstein, Kupferkies               | [ 2 ] |      |      |
| Beata                         | Alpenrod                           | Dillenburg | 1867-07-08  |            | Kupfererz, Braun- und Spateisenstein      | verliehen am 25.8.1870; früher Flora; auch Beate genannt |      |      |
| Benedikt I                    | Heuzert                            | Dillenburg | 1867-07-06  |            | Dachschiefer                              | verliehen am 13.10.1870 |      |      |
| Benedikt II                   | Heimborn                           | Dillenburg | 1867-07-06  |            | Dachschiefer                              | verliehen am 13.10.1870 |      |      |
| Berndert                      | Streithausen                       | Dillenburg |             |            | Eisen                                     | |      |      |
| Berndert I                    | Atzelgift                          | Dillenburg |             |            | Eisen                                     | [ 6 ] |      |      |
| Bismark                       | Giesenhausen                       | Dillenburg | 1869-07-30  |            | Dachschiefer                              | auch Bismarck geschrieben; gemutet am 30. Juli 1869; verliehen am 7.4.1870                                                                                  |      |      |
| Bleiberg                      | Nister / Hachenburg                | Dillenburg |             |            | Blei                                      | in der Kroppacher Schweiz |      |      |
| Borngasse                     | Gehlert                            | Dillenburg | 1875 (vor)  |            | Eisen                                     | [ 9 ] |      |      |
| Concordia                     | Stein-Wingert                      | Dillenburg |             |            | Eisen, Blei                               | nahe Stein in der Kroppacher Schweiz |      |      |
| Cramberg                      | Wied                               | Dillenburg | 1862-01-09  |            | Eisen                                     | verliehen am 9.1.1861; erweitert am 26.1.1870 |      |      |
| Cramberg                      | Winkelbach                         | Dillenburg |             |            | Eisen                                     | |      |      |
| Edelstein                     | Luckenbach                         | Dillenburg | 1844 (vor)  | 1921-04-30 | Eisen                                     | mind. 130 m langer Stollen, 60 m tiefer Schacht; Stollen 1922/23 wieder aufgewältigt ohne nennenswerten Abbau; Besucherbergwerk                             | ⊙    |      |
| Eduard                        | Luckenbach                         | Dillenburg |             |            |                                           | Tagebau | ⊙    |      |
| Eisenberg                     | Müschenbach                        | Dillenburg |             |            | Eisen                                     | |      |      |
| Eisenheck                     | Müschenbach                        | Dillenburg |             |            | Eisen                                     | |      |      |
| Eisenfeld                     | Gehlert                            | Dillenburg | 1875 (vor)  |            | Eisen                                     | |      |      |
| Eiskeller                     | Welkenbach                         | Dillenburg | 1847-6-25   | 1939       | Brauneisenstein, Mangan                   | 2 Stollen, Schacht; verliehen am 25. Juni 1847; erweitert am 26. Juli 1870                                                                                  |      |      |
| Eisenmann                     | Luckenbach                         | Dillenburg |             |            | Eisen                                     | [ 10 ] [ 6 ] | ⊙    |      |
| Emma                          | Luckenbach                         | Dillenburg |             |            |                                           | [ 10 ] | ⊙    |      |
| Freiberg                      | Mittelhattert                      | Dillenburg | 1867-05-16  |            | Eisen                                     | verliehen am 15.10.1870 |      |      |
| Freischütz II                 | Luckenbach / Nister                | Dillenburg |             |            | Eisen                                     | [ 10 ] [ 6 ] | ⊙    |      |
| Füllhorn                      | Alpenrod                           | Dillenburg | 1867-06-18  |            | Eisen                                     | gemutet am 18.06.1867; verliehen am 25.8.1870 |      |      |
| Fürst Johann                  | Luckenbach                         | Dillenburg |             |            | Eisen                                     | Stollen | ⊙    |      |
| Fürst Moritz                  | Luckenbach                         | Dillenburg |             |            |                                           | Tagebau | ⊙    |      |
| Gänsberg                      | Hachenburg                         | Dillenburg | 1867-06-26  |            | Eisen                                     | gemutet am 26.6.1867; verliehen am 9.8.1870 |      |      |
| Germania X                    | Dehlingen                          | Dillenburg | 1899 (um)   |            | Blei, Kupfer                              | [ 19 ] [ 4 ] [ 2 ] [ 9 ] |      |      |
| Glücksstern II                | Niedermörsbach                     | Dillenburg |             |            | Schiefer                                  | [ 13 ] |      |      |
| Grant                         | Lochum                             | Dillenburg | 1869-07-03  |            | Eisen                                     | gemutet am 3.7.1869; verliehen am 15.4.1870 |      |      |
| Gregori                       | Marzhausen                         | Dillenburg | 1867-06-23  |            | Eisen                                     | verliehen am 15.10.1870 |      |      |
| Gute Hoffnung                 | Alpenrod                           | Dillenburg |             |            | Kupfererz, Braun- und Spateisenstein      | [ 2 ] [ 4 ] |      |      |
| Hardt                         | Astert                             | Dillenburg |             |            | Eisen, Schiefer                           | in der Kroppacher Schweiz |      |      |
| Heimborn                      | Kroppacher Schweiz, Ort?           | Dillenburg |             |            | Eisen                                     | [ 2 ] |      |      |
| Heldstein                     | Ober-Hattert                       | Dillenburg |             |            | Eisen                                     | Konsolidation mit Scheibe und Heldstein zu Rothenstein |      |      |
| Helene                        | Stein                              | Dillenburg | 1869-07-30  |            | Schiefer                                  | [ 11 ] |      |      |
| Herz                          | Atzelgift                          | Dillenburg |             |            | Eisen                                     | [ 6 ] |      |      |
| Jacobi                        | Luckenbach                         | Dillenburg |             |            | Eisen                                     | [ 6 ] [ 10 ] | ⊙    |      |
| Johannes Hoffnungsstern       | Alpenrod                           | Dillenburg | 1875 (vor)  |            | Eisen                                     | [ 2 ] [ 9 ] |      |      |
| Josephine                     | Kroppacher Schweiz, Ort?           | Dillenburg |             |            | Eisen                                     | [ 2 ] |      |      |
| Josephsgrube                  | Streithausen                       | Dillenburg |             |            | Eisen                                     | |      |      |
| Knabenberg                    | Obermörsbach                       | Dillenburg |             |            | Schiefer                                  | [ 13 ] [ 11 ] |      |      |
| Königsberg                    | Mittelhattert (Hachenburg)         | Dillenburg | 1867-05-16  |            | Eisen                                     | gemutet am 16.5.1867; verliehen am 22.7.1870 |      |      |
| Kühberg I                     | Alpenrod (Hachenburg) / Hirtscheid | Dillenburg |             |            | Kupfererz, Braun- und Spateisenstein      | [ 2 ] [ 4 ] |      |      |
| Kunst                         | Winkelbach / Höchstenbach          | Dillenburg |             |            | Kupferkies, Kupfergrün und Spateisenstein | auf den Höchstenbacher Wiesen |      |      |
| Lichterbach                   | Mörsbach                           | Dillenburg |             |            | Eisen                                     | [ 13 ] |      |      |
| Lore                          | Stein-Wingert                      | Dillenburg |             |            |                                           | bei Wingert in der Kroppacher Schweiz |      |      |
| Ludwig                        | Luckenbach                         | Dillenburg |             |            |                                           | [ 10 ] | ⊙    |      |
| Ludwig                        | Stein-Wingert                      | Dillenburg |             |            | Blei, Zink, Kupfer                        | nahe Stein in der Kroppacher Schweiz |      |      |
| Lydia                         | Kroppach (Hachenburg)              | Dillenburg | 1867-08-23  |            | Eisen                                     | verliehen am 11.10.1870 |      |      |
| Martinslust                   | Marzhausen                         | Dillenburg |             |            | Schiefer                                  | [ 11 ] |      |      |
| Marzhausen                    | Marzhausen                         | Dillenburg | 1869-06-17  |            | Schiefer                                  | gemutet am 17.6.1869; verliehen am 7.4.1870 |      |      |
| Müschenbach                   | Müschenbach                        | Dillenburg | 1867-05-21? |            | Eisen                                     | gemutet am 21.?.1867; verliehen am 9.8.1870 |      |      |
| Nauberg                       | Nister                             | Dillenburg |             |            | Eisen, Braunkohle                         | [ 6 ] |      |      |
| Nürst                         | Luckenbach                         | Dillenburg |             |            | Eisen                                     | [ 10 ] [ 6 ] | ⊙    |      |
| Paul                          | Nieder-Mörsbach                    | Dillenburg |             |            | Eisen, Blei                               | in der Kroppacher Schweiz |      |      |
| Peterzeche I                  | Hirtscheid                         | Dillenburg | 1884 (um)   |            | Schiefer                                  | zwischen Hirtscheid und Korb; ein Stollen |      |      |
| Philippszeche                 | Luckenbach / Nauroth               | Dillenburg | 1685?       |            | Eisen                                     | Konsolidation; Oberer Stollen, unterer Stollen | ⊙    |      |
| Rheinberg                     | Höchstenbach                       | Dillenburg | 1867-05-16  |            | Eisen                                     | gemutet am 16.5.1867; verliehen am 26.7.1870 |      |      |
| Roßbach                       | Roßbach                            | Dillenburg | 1788        | 1898-08-17 | Eisen                                     | Maschinenschacht (Sohlen auf 50, 100, 150 und 200 m); Belegschaft 1870: 36 Mann, 1874: > 140 Mann, 1880: > 200 Mann; Förderung 1893: 51.684, 1894: 45.875 t | ⊙    |      |
| Rose                          | Obermörsbach / Hommelsberg         | Dillenburg |             |            | Eisen                                     | Konsolidation |      |      |
| Rose II                       | Kroppacher Schweiz, Ort?           | Dillenburg |             |            | Eisen                                     | [ 2 ] |      |      |
| Rothenstein                   | Hattert / Gehlert / Nister         | Dillenburg | 1875 (vor)  |            | Eisen                                     | konsolidiert aus Scheibe und Heldstein |      |      |
| Rother Löwe                   | Streithausen                       | Dillenburg |             |            | Eisen                                     | |      |      |
| Scheibe                       | Mittelhattert                      | Dillenburg |             |            | Eisen                                     | konsolidiert mit Heldstein zu Rothenstein |      |      |
| Schellert                     | Nieder-Mörsbach                    | Dillenburg | 1856 (vor)  |            | Eisen, Kupfer, Blei, Zink                 | 300 m südöstlich von Helmeroth am Burbachseifen; Schachtanlage mit Förderturm                                                                               | Lage |      |
| Silberschnur I                | Giesenhausen                       | Dillenburg |             |            |                                           | bei Giesenhausen, Stein und Ahlhausen; in der Kroppacher Schweiz                                                                                            |      |      |
| Silberschnur II               | Giesenhausen                       | Dillenburg |             |            |                                           | bei Giesenhausen, Stein und Ahlhausen; in der Kroppacher Schweiz                                                                                            |      |      |
| Silberschnur III              | Stein-Wingert / Idelberg           | Dillenburg |             |            | Blei, Zink, Eisen                         | Stollen | ⊙    |      |
| Silberschnur IV               | Stein-Wingert / Isert              | Dillenburg |             |            | Blei, Zink, Eisen, Schwefelkies           | [ 20 ] |      |      |
| Silberschnur VI               | Stein-Wingert / Helmeroth          | Dillenburg |             |            | Blei, Zink, Eisen, Kupfer                 | [ 20 ] |      |      |
| Silberschnur V                | Niedermorsbach / Helmeroth         | Dillenburg |             |            | Blei, Zink, Eisen, Kupfer                 | [ 20 ] |      |      |
| Sophie                        | Mudenbach / Marzhausen             | Dillenburg | 1869-04-20  |            | Schiefer                                  | gemutet am 20.4.1869; verliehen am 13.4.1870 |      |      |
| Steinberg 31                  | Gehlert                            | Dillenburg | 1875 (um)   |            | Eisen                                     | konsolidiert mit Rothenstein |      |      |
| Steinberg 32                  | Gehlert                            | Dillenburg | 1875 (um)   |            | Eisen                                     | konsolidiert mit Rothenstein |      |      |
| Steinberg 75                  | Gehlert                            | Dillenburg | 1875 (um)   |            | Eisen                                     | konsolidiert mit Rothenstein |      |      |
| Steinberg 79                  | Gehlert                            | Dillenburg | 1875 (um)   |            | Eisen                                     | konsolidiert mit Rothenstein |      |      |
| Steinberg 80                  | Gehlert                            | Dillenburg | 1875 (um)   |            | Eisen                                     | konsolidiert mit Rothenstein |      |      |
| Steinchen                     | Kundert                            | Dillenburg | 1906(um)    |            | Kupfer                                    | in der Kroppacher Schweiz; hatte 1906 14 Beschäftigte |      |      |
| Steinfeld                     | Atzelgift                          | Dillenburg |             |            | Eisen                                     | in der Kroppacher Schweiz |      |      |
| Strüthchen                    | Wied                               | Dillenburg | 1867-07-28  |            | Eisen                                     | verliehen am 20.9.1870 |      |      |
| Tiefe Seifen                  | Luckenbach                         | Dillenburg |             |            |                                           | [ 10 ] | ⊙    |      |
| Virginie                      | Burbach / Niedermörsbach           | Dillenburg |             |            | Eisen                                     | [ 13 ] |      |      |
| Urwald                        | Dehlingen / Hachenburg             | Dillenburg |             |            | Kupfer, Eisen, Blei                       | nördlich von Dehlingen; Oberer Stollen; Tiefer Stollen (mind. 160 m lang, 65 m Teufe brindend); 26 m tiefer Schacht (Schacht II)                            |      |      |
| Victoria                      | Alpenrod                           | Dillenburg |             |            | Eisen                                     | [ 2 ] |      |      |
| Waide                         | Dreifelden                         | Dillenburg | 1890 (vor)  |            | Eisen                                     | [ 22 ] |      |      |
| Wacht                         | Luckenbach                         | Dillenburg |             |            | Eisen                                     | [ 2 ] |      |      |
| Wiedbach                      | Borod                              | Dillenburg | 1869-09-04  |            | Schiefer                                  | gemutet am 4.9.1869; verliehen am 7.4.1870 |      |      |
| Wilhelmsglück                 | Müschenbach                        | Dillenburg |             |            | Eisen                                     | |      |      |
| Wilhelmshöhe I                | Giesenhausen                       | Dillenburg |             |            | Schiefer                                  | [ 11 ] |      |      |
| Winterfeld                    | Mündersbach                        | Dillenburg | 1867-09-04  |            | Eisen                                     | verliehen am 4. September 1867; erweitert am 21.10.1870 |      |      |
| Zuflucht                      | Alpenrod                           | Dillenburg | 1875 (um)   |            | Eisen                                     | [ 2 ] [ 9 ] |      |      |

### Verbandsgemeinde Höhr-Grenzhausen
| Name     | Ort              | Revier | Beginn     | Ende | Bodenschatz | Anmerkungen                                 | Lage | Bild |
| -------- | ---------------- | ------ | ---------- | ---- | ----------- | ------------------------------------------- | ---- | ---- |
| Adam     | Hillscheid       | Diez   | 1867-05-04 |      | Eisen       | gemutet am 4.5.1867; verliehen am 21.7.1870 |      |      |
| Hainchen | Höhr-Grenzhausen | Diez   |            |      | Eisen       | [ 18 ]                                      |      |      |

### Verbandsgemeinde Montabaur
| Name           | Ort                | Revier     | Beginn     | Ende | Bodenschatz    | Anmerkungen                                            | Lage | Bild |
| -------------- | ------------------ | ---------- | ---------- | ---- | -------------- | ------------------------------------------------------ | ---- | ---- |
| Birken         | Eschelbach         | Dillenburg | 1858-02-27 |      | Eisen          | verliehen am 27. Februar 1858; erweitert am 18.10.1870 |      |      |
| Bodenfeld      | Nentershausen      | Dillenburg | 1863-06-11 |      | Eisen          | verliehen am 11.6.1863; erweitert 29.9.1870            |      |      |
| Christiansfund | Niedererbach       | Dillenburg | 1867-07-11 |      | Kupfer, Mangan | gemutet am 11.7.1867; verliehen am 16.4.1870           |      |      |
| Jakobsfund     | Niedererbach       | Dillenburg | 1869-05-11 |      | Schiefer       | gemutet am 11. Mai 1869; verliehen am 13.4.1870        |      |      |
| Gattel         | Girod-Kleinholbach | Dillenburg | 1868-11-09 |      | Eisen          | gemutet am 9.11.1868; verliehen am 21.6.1870           |      |      |
| Georgsfund II  | Niedererbach       | Dillenburg | 1869-06-11 |      | Schiefer       | gemutet am 11. Juni 1869; verliehen am 13.4.1870       |      |      |

### Verbandsgemeinde Ransbach-Baumbach
| Name         | Ort        | Revier     | Beginn     | Ende | Bodenschatz | Anmerkungen            | Lage | Bild |
| ------------ | ---------- | ---------- | ---------- | ---- | ----------- | ---------------------- | ---- | ---- |
| Gustav       | Oberhaid   | Dillenburg | 1890 (vor) |      | Eisen       | [ 22 ]                 |      |      |
| Hirzenacker  | Breitenau  | Dillenburg | 1867-04-04 |      | Eisen       | verliehen am 9.11.1870 |      |      |
| Hundsköppel  | Wittgert   | Dillenburg | 1890 (vor) |      | Eisen       | [ 22 ]                 |      |      |
| Johannesberg | Wittgert   | Dillenburg | 1890 (vor) |      | Eisen       | [ 22 ]                 |      |      |
| Junghecke    | Nordhofen  | Dillenburg | 1890 (vor) |      | Eisen       | [ 22 ]                 |      |      |
| Lindenberg   | Wittgert   | Dillenburg | 1890 (vor) |      | Eisen       | [ 22 ]                 |      |      |
| Nauroth II   | Sessenbach | Dillenburg |            |      | Eisen       | [ 23 ]                 |      |      |
| Nauroth III  | Sessenbach | Dillenburg |            |      | Eisen       | [ 23 ]                 |      |      |
| Nauroth IV   | Caan       | Dillenburg |            |      | Eisen       | [ 23 ]                 |      |      |
| Nauroth VII  | Caan       | Dillenburg |            |      | Eisen       | [ 23 ]                 |      |      |
| Spieß        | Breitenau  | Dillenburg |            |      | Eisen?      |                        | ⊙    |      |
| Stebach      | Breitenau  | Dillenburg |            |      | Eisen       | Konsolidation          |      |      |
| Wolfsgrube   | Oberhaid   | Dillenburg | 1890 (vor) |      | Eisen       | [ 22 ]                 |      |      |

### Verbandsgemeinde Rennerod
| Name           | Ort         | Revier     | Beginn     | Ende | Bodenschatz | Anmerkungen                                                                  | Lage | Bild |
| -------------- | ----------- | ---------- | ---------- | ---- | ----------- | ---------------------------------------------------------------------------- | ---- | ---- |
| Auguste        | Homberg     | Dillenburg | 1867 (vor) |      | Eisen       | nordöstlich von Homberg                                                      |      |      |
| Bühlen         | Rennerod    | Dillenburg | 1891 (vor) |      | Eisen       | westlich von Rennerod                                                        |      |      |
| Glückstern     | Rehe        | Dillenburg | 1859-01-27 |      | Eisen       | verliehen am 27. Januar 1859; erweitert am 13.4.1870; südöstlich von Homberg |      |      |
| Julie          | Homberg     | Dillenburg | 1891 (vor) |      | Eisen       | nordöstlich von Homberg                                                      |      |      |
| Münchhub       | Rehe        | Dillenburg | 1891 (vor) | ⊙    | Eisen       | südöstlich von Rehe                                                          |      |      |
| Münchthal      | Rehe        | Dillenburg | 1867 (vor) |      | Eisen       | [ 26 ]                                                                       |      |      |
| Schalstein     | Neunkirchen | Dillenburg | 1867 (vor) |      | Eisen       | [ 26 ]                                                                       |      |      |
| Weissenburg I  | Neunkirchen | Dillenburg | 1867-02-08 |      | Eisen       | verliehen am 13.9.1870                                                       |      |      |
| Weissenburg II | Neunkirchen | Dillenburg | 1867-03-20 |      | Eisen       | verliehen am 13.9.1870                                                       |      |      |
| Wilhelmine     | Homberg     | Dillenburg | 1891 (vor) |      | Eisen       | nordöstlich von Homberg                                                      |      |      |

### Verbandsgemeinde Selters
| Name          | Ort                           | Revier     | Beginn     | Ende | Bodenschatz   | Anmerkungen                                                                                        | Lage | Bild |
| ------------- | ----------------------------- | ---------- | ---------- | ---- | ------------- | -------------------------------------------------------------------------------------------------- | ---- | ---- |
| Alfen         | Hartenfels                    | Dillenburg | 1867-08-19 |      | Eisen         | verliehen am 27.11.1870                                                                            |      |      |
| Bergflur      | Rückeroth                     | Dillenburg | 1860-07-27 |      | Eisen         | verliehen am 27. Juli 1860; erweitert am 23.11.1870                                                |      |      |
| Diebsteg      | Rückeroth                     | Dillenburg | 1850-05-24 |      | Eisen         | verliehen am 24.5.1850; erweitert am 17.11.1870                                                    |      |      |
| Dreieinigkeit | Sessenhausen                  | Dillenburg | 1867-11-28 |      | Eisen         | verliehen am 9.11.1870                                                                             |      |      |
| Dreifelden    | Hartenfels                    | Dillenburg |            |      | Eisen         | [ 27 ]                                                                                             |      |      |
| Dorn          | Sessenhausen                  | Dillenburg | 1890 (vor) |      | Eisen         | [ 22 ]                                                                                             |      |      |
| Dotter        | Nordhofen                     | Dillenburg | 1861-08-29 |      | Eisen         | verliehen am 29. August 1861; erweitert 23.9.1870                                                  |      |      |
| Eichheck      | Herschbach                    | Dillenburg | 1890 (vor) |      | Eisen         | 13 m tiefer Schacht 250 m nördlich von Petersberg                                                  |      |      |
| Eisengrube    | Maxsain                       | Dillenburg | 1847-09-13 |      | Eisen         | verliehen am 13.9.1847; erweitert am 1.12.1870                                                     |      |      |
| Elisabeth     | Sessenhausen                  | Dillenburg | 1890 (vor) |      | Eisen         | bei Hof Kutscheid                                                                                  |      |      |
| Emilie        | Hartenfels                    | Dillenburg |            |      | Eisen         | [ 27 ]                                                                                             |      |      |
| Emilie        | Herschbach                    | Dillenburg | 1890 (vor) |      | Eisen         | wohl nur Schurf                                                                                    |      |      |
| Erzberg       | Nordhofen                     | Dillenburg | 1890 (vor) |      | Eisen         | [ 22 ]                                                                                             |      |      |
| Fäustel       | Sessenhausen                  | Dillenburg | 1860-07-07 |      | Eisen         | verliehen am 7. Juli 1860; erweitert am 9.11.1870                                                  |      |      |
| Friedberg     | Marienrachdorf                | Dillenburg | 1890 (vor) |      | Eisen         | [ 22 ]                                                                                             |      |      |
| Friede        | Hartenfels                    | Dillenburg |            |      | Eisen         | [ 27 ]                                                                                             |      |      |
| Fuchshohl     | Vielbach                      | Dillenburg | 1867-04-04 |      | Eisen         | gemutet 4.4.1867; verleihen am 23.9.1870                                                           |      |      |
| Galgenberg    | Rückeroth                     | Dillenburg | 1890 (vor) |      | Eisen         | auf der Galgenhöhe südwestlich von Rückeroth                                                       |      |      |
| Gilsberg      | Hartenfels                    | Dillenburg | 1890 (vor) |      | Eisen         | [ 27 ] [ 22 ]                                                                                      |      |      |
| Gleichen      | Sessenhausen                  | Dillenburg | 1890 (vor) |      | Eisen         | bei Hof Kutscheid                                                                                  |      |      |
| Glückauf      | Krümmel                       | Dillenburg | 1890 (vor) |      | Eisen         | [ 22 ]                                                                                             |      |      |
| Grundsboden   | Goddert                       | Dillenburg | 1867-04-04 |      | Eisen         | verliehen am 16.11.1870                                                                            |      |      |
| Hahn          | Maxsein                       | Dillenburg | 1868-06-22 |      | Eisen         | verliehen am 28.11.1870                                                                            |      |      |
| Hausen        | Maroth                        | Dillenburg | 1890 (vor) |      | Eisen         | [ 22 ]                                                                                             |      |      |
| Heinz         | Hartenfels                    | Dillenburg |            |      | Eisen         | [ 27 ] [ 22 ]                                                                                      |      |      |
| Heidenberg    | Hartenfels                    | Dillenburg | 1890 (vor) |      | Eisen         | [ 22 ]                                                                                             |      |      |
| Heller        | Sessenhausen / Krümmel        | Dillenburg | 1852-05-12 |      | Eisen         | verliehen am 12. Mai 1852; erweitert am 16.11.1870                                                 |      |      |
| Hohenhübel    | Marienrachdorf                | Dillenburg | 1867-04-04 |      | Eisen         | verliehen am 25.11.1870                                                                            |      |      |
| Holstein      | Marienrachdorf                | Dillenburg | 1890 (vor) |      | Eisen         | [ 22 ]                                                                                             |      |      |
| Ida           | Herschbach                    | Dillenburg | 1890 (vor) |      | Eisen         | wohl nur Schurf                                                                                    |      |      |
| Immergrün     | Krümmel                       | Dillenburg | 1867-09-24 |      | Eisen         | verliehen am 24.9.1867; erweitert am 30.11.1870                                                    |      |      |
| Jacobsberg    | Krümmel                       | Dillenburg | 1890 (vor) |      | Eisen         | [ 22 ]                                                                                             |      |      |
| Johanna       | Goddert                       | Dillenburg | 1861-09-19 |      | Eisen         | verliehen am 19. September 1861; erweitert am 2.1.1869 und am 30.11.1870                           |      |      |
| Josefsglück   | Hartenfels                    | Dillenburg | 1890 (vor) |      | Eisen         | [ 22 ]                                                                                             |      |      |
| Königsgrätz   | Hartenfels                    | Dillenburg |            |      | Eisen         | [ 27 ]                                                                                             |      |      |
| Köpperswiese  | Nordhofen                     | Dillenburg | 1890 (vor) |      | Eisen         | [ 22 ]                                                                                             |      |      |
| Kornhahn      | Sessenhausen                  | Dillenburg | 1867-11-28 |      | Eisen         | verliehen am 9.11.1870                                                                             |      |      |
| Kreuzberg     | Herschbach                    | Dillenburg | 1890 (vor) |      | Eisen         | [ 22 ]                                                                                             |      |      |
| Lahn          | Sessenhausen                  | Dillenburg | 1890 (vor) |      | Eisen         | [ 22 ]                                                                                             |      |      |
| Langen        | Krümmel                       | Dillenburg | 1890 (vor) |      | Eisen         | [ 22 ]                                                                                             |      |      |
| Lerchenthal   | Rückeroth                     | Dillenburg |            |      | Eisen         | [ 22 ]                                                                                             |      |      |
| Loh           | Marienrachdorf                | Dillenburg | 1890 (vor) |      | Eisen         | [ 22 ]                                                                                             |      |      |
| Ludwig II     | Hartenfels                    | Dillenburg |            |      | Eisen         | [ 27 ]                                                                                             |      |      |
| Malakoff      | Hartenfels                    | Dillenburg |            |      | Eisen         | [ 27 ]                                                                                             |      |      |
| Marsal        | Hartenfels                    | Dillenburg |            |      | Eisen         | [ 27 ]                                                                                             |      |      |
| Petersberg    | Herschbach                    | Dillenburg | 1862-01-03 |      | Eisen, Mangan | Fundschacht (18 m tief und 17 m lange Strecke)verliehen am 3. Januar 1862; erweitert am 21.10.1870 |      |      |
| Prötzberg     | Hartenfels                    | Dillenburg | 1890 (vor) |      | Eisen         | [ 22 ]                                                                                             |      |      |
| Rossloh       | Marienrachdorf                | Dillenburg | 1867-02-05 |      | Eisen         | verliehen am 5.2.1867; erweitert am 25.11.1870                                                     |      |      |
| Rudolph       | Marienrachdorf                | Dillenburg | 1890 (vor) |      | Eisen         | [ 22 ]                                                                                             |      |      |
| Sauer         | Wölferlingen                  | Dillenburg | 1890 (vor) |      | Eisen         | [ 28 ]                                                                                             | ⊙    |      |
| Schenkelberg  | Herschbach / Schenkelberg     | Dillenburg | 1839 (vor) | 1866 | Eisen         | verbrochener 600 m langer Stollen                                                                  | ⊙    |      |
| Schlenk       | Marienrachdorf / Sessenhausen | Dillenburg | 1861-07-05 |      | Eisen         | verliehen am 5. Juli 1861; erweitert am 29.11.1870                                                 |      |      |
| Seeburg       | Hartenfels                    | Dillenburg | 1890 (vor) |      | Eisen         | [ 22 ]                                                                                             |      |      |
| Steinberg 16  | Hartenfels                    | Dillenburg |            |      | Eisen         | [ 27 ]                                                                                             |      |      |
| Steinberg 20  | Hartenfels                    | Dillenburg |            |      | Eisen         | [ 27 ]                                                                                             |      |      |
| Steinberg 78  | Hartenfels                    | Dillenburg |            |      | Eisen         | [ 27 ]                                                                                             |      |      |
| Steinberg 86  | Hartenfels                    | Dillenburg |            |      | Eisen         | [ 27 ]                                                                                             |      |      |
| Steinberg 74  | Hartenfels                    | Dillenburg |            |      | Eisen         | [ 27 ]                                                                                             |      |      |
| Steinberg 189 | Hartenfels                    | Dillenburg |            |      | Eisen         | [ 27 ]                                                                                             |      |      |
| Thorholz      | Goddert                       | Dillenburg | 1867 (vor) |      | Eisen         | konsolidiert und verliehen am 5. Februar 1867; erweitert am 16.11.1870                             |      |      |
| Union         | Sessenhausen                  | Dillenburg | 1890 (vor) |      | Eisen         | [ 22 ]                                                                                             |      |      |
| Wachsam       | Rückeroth                     | Dillenburg | 1867-08-20 |      | Eisen         | verliehen am 15.11.1870                                                                            |      |      |
| Waide         | Hartenfels                    | Dillenburg |            |      | Eisen         | ehemals Benjamin                                                                                   |      |      |
| Weierflur     | Nordhofen                     | Dillenburg | 1867-04-04 |      | Eisen         | gemutet 4.4.1867; verleihen am 23.9.1870                                                           |      |      |
| Weihersberg   | Nordhofen                     | Dillenburg | 1890 (vor) |      | Eisen         | [ 22 ]                                                                                             |      |      |
| Weihpüsch     | Marienrachdorf                | Dillenburg | 1890 (vor) |      | Eisen         | [ 22 ]                                                                                             |      |      |
| Wörth         | Hartenfels                    | Dillenburg |            |      | Eisen         | [ 27 ]                                                                                             |      |      |
| Xerxes        | Krümmel                       | Dillenburg | 1890 (vor) |      | Eisen         | [ 22 ]                                                                                             |      |      |

### Verbandsgemeinde Wallmerod
| Name  | Ort                 | Revier     | Beginn     | Ende | Bodenschatz | Anmerkungen                                            | Lage | Bild |
| ----- | ------------------- | ---------- | ---------- | ---- | ----------- | ------------------------------------------------------ | ---- | ---- |
| Anton | Berod bei Wallmerod | Dillenburg | 1960 (vor) |      | Ton         | 1960 Tiefbauschacht; ab 1988 Abbau nur noch im Tagebau | ⊙    |      |

### Verbandsgemeinde Westerburg
| Name                 | Ort                  | Revier     | Beginn     | Ende | Bodenschatz                              | Anmerkungen | Lage | Bild |
| -------------------- | -------------------- | ---------- | ---------- | ---- | ---------------------------------------- | --- | ---- | ---- |
| Gewerkschaft Himburg | Himbach (Rothenbach) | Dillenburg | 1935-04-09 | 1939 | Eisen                                    | im Distrikt Wetzstein; nur Schurf |      |      |
| Paulshain            | Pottum               | Dillenburg | 1867-01-29 |      | Eisen                                    | verliehen am 29. Januar 1867; erweitert am 7.4.1870; südlich von Pottum |      |      |
| Steinberg (Glaskopf) | Enspel               | Dillenburg | 1839-06-08 |      | Eisen, Bleiglanz, Kupferkies, Zinkblende | 400 m nördlich von Enspel, westlich von Krummzeche gelegen; auch Steinberg I und Stiefel genannt; verliehen am 8. Juni 1839; umgewandelt am 26.4.1870; Konsolidation; am Enspeler Bach angesetzter 1891 355 m langer Stollen, welcher 35 m Teufe einbrachte; Schacht mit mind. 54 t Teufe und drei Sohlen |      |      |

### Verbandsgemeinde Wirges
| Name                  | Ort      | Revier | Beginn     | Ende | Bodenschatz | Anmerkungen                                     | Lage | Bild |
| --------------------- | -------- | ------ | ---------- | ---- | ----------- | ----------------------------------------------- | ---- | ---- |
| Alphons               | Wirges   | Diez   | 1865-10-10 |      | Eisen       | verliehen am 10.10.1865; erweitert am 31.8.1869 |      |      |
| Alte Grube            | Dernbach | Diez   | 1614       |      | Eisen       |                                                 |      |      |
| Glückauf              | Dernbach | Diez   |            |      | Mangan      | [ 30 ]                                          | ⊙    |      |
| Hoffmannsgrube        | Dernbach | Diez   |            |      | Silber      |                                                 |      |      |
| Mariot’sche Kompagnie | Dernbach | Diez   | 1672       | 1758 | Eisen       | Stollenbau                                      |      |      |
| Phönix                | Dernbach | Diez   | 1873/74    |      | Eisen       | Abbau im Gebiet von Mariot’sche Kompagnie       |      |      |
| Schöne Aussicht       | Dernbach | Diez   | 1945       |      | Eisen, Blei | nördlicher Abschluss des Emser-Zuges            | Lage |      |
| Silberstollen         | Dernbach | Diez   |            |      | Silber      |                                                 |      |      |